# Georgi Dimitroff

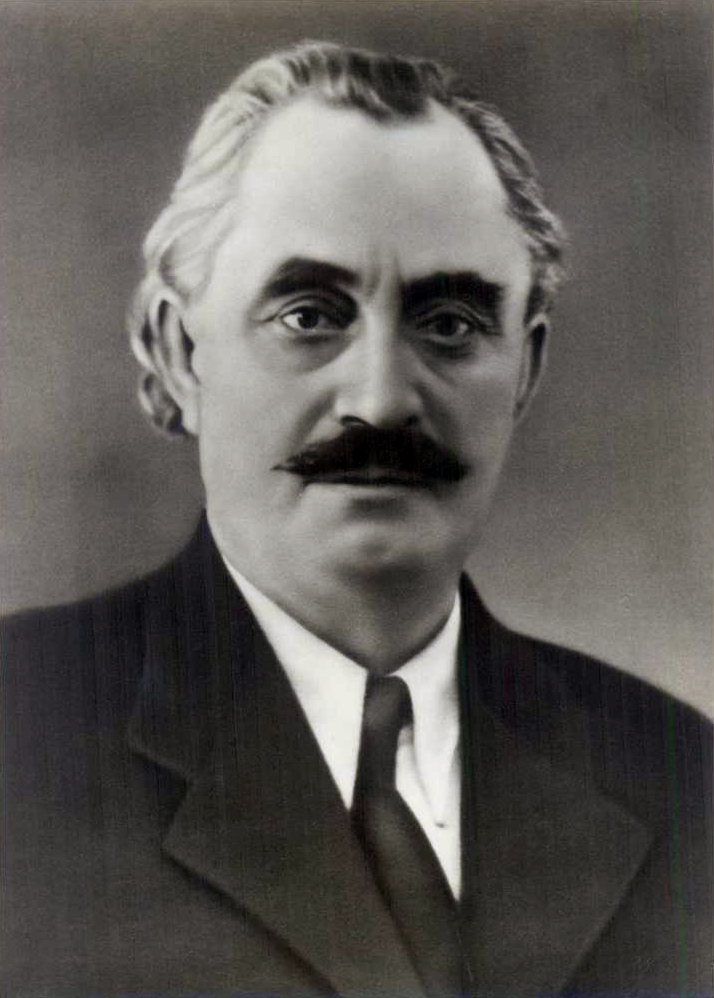
Georgi Dimitroff auf einer Aufnahme unbekannten Datums

Georgi Dimitroff (international transkribiert Georgi Dimitrow Michajlow, bulgarisch Георги Димитров Михайлов; * 18. Juni 1882 in Kowatschewzi, bei Radomir; † 2. Juli 1949 im Sanatorium Barwicha bei Moskau) war ein bulgarischer Politiker der Bulgarischen Kommunistischen Partei und Begründer der Dimitroff-These. Von 1935 bis 1943 war er Generalsekretär der Komintern in Moskau, von 1946 bis 1949 bulgarischer Ministerpräsident. International bekannt wurde er vor allem durch seine erfolgreiche Selbstverteidigung im Reichstagsbrandprozess.

## Leben

### Frühe Jahre
Georgi Dimitroff, Sohn eines Handwerkers und einer Hausfrau, war der Erstgeborene von neun Kindern. Mit zwölf Jahren verließ er die Schule und begann darauf in Sofia eine Lehre in einer Setzerei. Kurz darauf wurde er Mitglied der ersten Gewerkschaft Bulgariens, der Gewerkschaft der Buchdrucker. 1902 trat er der Sozialdemokratischen Arbeiterpartei Bulgariens bei. Auf deren Parteitag im Juli 1903 spaltete sich der revolutionär-marxistische Flügel ab und gab sich den Namen Bulgarische Sozialdemokratische Arbeiterpartei – Engere Sozialisten (Balgarska Rabotnitscheska Sozialdemokratitscheska Partija – Tesni Sozialisti). Dimitroff schloss sich 1904 den Engsozialisten an.
1909 wurde er auf Empfehlung des Parteichefs Dimitar Blagoew ins Zentralkomitee gewählt. Er organisierte 1906 den ersten Massenstreik in Bulgarien. Bei diesem Arbeitskampf im Gebiet der staatlichen Kohlegruben von Pernik streikten mehrere tausend Bergarbeiter, Eisenbahner und Arbeiter aus anderen Industriebereichen 35 Tage lang. Im gleichen Jahr wurde Dimitroff Sekretär des Zentralrates der revolutionären Gewerkschaften Bulgariens. Dimitroff organisierte trotz wiederholter Verfolgung zahlreiche Arbeitskämpfe.
Von 1913 bis 1923 gehörte er dem bulgarischen Parlament an. Die Engsozialisten änderten 1919 vor dem Hintergrund der Oktoberrevolution ihren Namen in Bulgarische Kommunistische Partei (BKP) und unterstützten die Gründung der Kommunistischen III. Internationale.

### Bulgarischer Septemberaufstand und Flucht
Aus den Wahlen vom März 1920 war der Bauernvolksbund unter Führung von Aleksandar Stambolijski mit knapp 350.000 Stimmen (39 %) als stärkste, die Bulgarische Kommunistische Partei mit fast 185.000 Stimmen (20 %) als zweitstärkste Partei hervorgegangen. Eine stabile Zusammenarbeit zwischen beiden Parteien kam jedoch nicht zustande. Gegen Stambolijskis Regierung und deren kompromisslosen Kurs regte sich zunehmend Widerstand. Stambolijski wurde am 9. Juni 1923 von seinen Gegnern gestürzt und fünf Tage später ermordet. Nachfolger wurde Aleksandar Zankow.
Im Auftrag der Kommunistischen Partei Russlands (B) organisierte Dimitroff im Herbst 1923 gemeinsam mit Wassil Kolarow einen Aufstand, der blutig niedergeschlagen wurde. Dimitroff musste mit seinen Anhängern ins Ausland fliehen und wurde in Abwesenheit zum Tode verurteilt. Er emigrierte nach Österreich und später ins Deutsche Reich.

### Im Exil
Nach der Niederschlagung des Aufstands suchte er nach den Gründen der Niederlage. Der sich gerade in den kommunistischen Parteien entwickelnden Sichtweise folgend, identifizierte er als Gegner des Aufstands den Faschismus, einen Begriff, der aus der Auseinandersetzung der italienischen Kommunisten mit dem italienischen Faschismus entsprang. Dimitroff entwickelte auf Grundlage seiner Erfahrungen und Lenins Imperialismustheorie eine Faschismustheorie, die für den Marxismus-Leninismus jahrzehntelang kanonisch werden sollte. So erklärte er 1928 auf dem 4. Weltkongress der Roten Gewerkschaftsinternationale in einem Referat:

„Wir müssen uns völlig klar darüber sein, dass der Faschismus keine orts- oder zeitgebundene, vorübergehende Erscheinung ist. Er ist ein ganzes System der Klassenherrschaft der Bourgeoisie und ihrer Diktatur im Zeitalter des Imperialismus […] Der Faschismus ist für die Freiheit des Proletariats und für die klassengebundene Gewerkschaftsbewegung eine fortwährende und stetig wachsende Gefahr.“

#### Arbeit in Österreich
Georgi Dimitroff wurde ab Ende 1923 als politischer Instrukteur der Kommunistischen Internationale für den Bereich der Balkanstaaten eingesetzt. Dafür hielt er sich in den 1920er Jahren wiederholt viele Monate auch in Wien auf. Da in der kleinen Kommunistischen Partei Österreichs 1924 die Fraktionsauseinandersetzungen eskalierten, wurde er nach dem 7. Parteitag im März des Jahres vom Exekutivkomitee der Komintern kurzerhand zu ihrem Vertreter in der KPÖ ernannt. Dimitroff fungierte damit unter seinem Decknamen „Oswald“ vorübergehend als De-facto-Vorsitzender der KPÖ.

#### Der Reichstagsbrandprozess
Am Abend des 27. Februar 1933 brannte das Reichstagsgebäude in Berlin. Dies bot den Nationalsozialisten die Möglichkeit, mit der sogenannten Reichstagsbrandverordnung die Grundrechte in Deutschland außer Kraft zu setzen und zahlreiche Gegner, in der Hauptsache Kommunisten, festnehmen zu lassen. Dimitroff, der sich gerade illegal in Deutschland aufhielt, wurde am 9. März 1933 in Berlin verhaftet. Ihm hatte man eine Schlüsselrolle im Schauprozess vor dem Reichsgericht in Leipzig zugedacht. Neben ihm standen auch die beiden bulgarischen Kommunisten Blagoi Popow und Wassil Tanew sowie der Vorsitzende der KPD-Reichstagsfraktion, Ernst Torgler, und der Niederländer Marinus van der Lubbe unter Anklage. Während die Ankläger 65 Belastungszeugen namhaft machten, wurden die von Dimitroff nominierten Zeugen abgelehnt und ein Wahlverteidiger verweigert. Zunächst wurde der Reichstagsbrandprozess in Leipzig mit Lautsprechern auf die Straßen übertragen. Als es jedoch Dimitroff als glänzendem Rhetoriker gelang, den preußischen Ministerpräsidenten Hermann Göring immer wieder in die Rolle des Angeklagten zu drängen, verschwanden die Lautsprecher von den Straßen.
Für die Nationalsozialisten wurde der Prozess zum Debakel. Für die Anschuldigungen gegen Dimitroff und die anderen kommunistischen Funktionäre konnten keine Beweise beigebracht werden. Durch Fragen an Zeugen wie Göring und Joseph Goebbels gelang Dimitroff überdies der Nachweis, dass niemand in den regierenden Kreisen Deutschlands wirklich einen Aufstand erwartet hatte und daher auch keine Maßnahmen zu seiner Vereitelung getroffen worden waren. Der Gerichtsvorsitzende bestätigte die Souveränität Dimitroffs mit der Bemerkung: „Im Ausland ist man schon der Meinung, dass nicht ich, sondern Sie die Verhandlung leiten!“
In seinem Schlusswort erklärte Dimitroff:

„Ich gebe zu, meine Sprache ist scharf und hart. Mein Kampf und mein Leben waren auch immer scharf und hart. Diese Sprache ist aber eine offene und aufrichtige Sprache. Ich pflege die Dinge beim rechten Namen zu nennen. Ich bin kein Rechtsanwalt, der hier seinen Mandanten pflichtgemäß verteidigt. Ich verteidige meine eigene Person als angeklagter Kommunist. Ich verteidige meine eigene kommunistische, revolutionäre Ehre. Ich verteidige meine Ideen, meine kommunistische Gesinnung. Ich verteidige den Sinn und den Inhalt meines Lebens …“

Da es der Anklage auch nicht gelang, eine Verbindung zwischen dem geständigen van der Lubbe und der KPD bzw. Dimitroff herzustellen, sprach das Gericht ihn frei.
Während des Prozesses nahmen die Sowjetbehörden zahlreiche der in der UdSSR in Ausbildung befindlichen deutschen Flieger fest. Sie wurden erst freigelassen, nachdem alle bulgarischen Kommunisten nach Moskau hatten ausreisen dürfen. Durch Beschluss der sowjetischen Regierung wurde Dimitroff die sowjetische Staatsbürgerschaft verliehen. Nach seiner Entlassung am 27. Februar 1934 wurde er in die Sowjetunion abgeschoben, wo ihm in Moskau als „Held von Leipzig“ ein triumphaler Empfang bereitet wurde.

### In Moskau in führender Stellung bei der Kommunistischen Internationale
Als Mitglied des politischen Sekretariats der Kommunistischen Internationale verfasste Dimitroff 1934 eine selbstkritische Analyse der Deutschlandpolitik der Komintern, die mit ihrer Sozialfaschismusthese in den sozialdemokratischen Parteien den Hauptfeind im Klassenkampf gesehen und damit die Spaltung der Arbeiterklasse noch vertieft hatte. Damit wurde ein Wechsel ihrer Strategie eingeleitet, die auf dem VII. Weltkongress der Kommunistischen Internationalen im August 1935 zur offiziellen Linie erklärt wurde. Nun wurde die überragende Gefährlichkeit des Faschismus anerkannt, unter den auch der seit Januar 1933 in Deutschland regierende Nationalsozialismus subsumiert wurde. Die Kommunisten sollten mit einer Volksfrontstrategie reagieren und Bündnisse mit den Sozialdemokraten bilden.
Dimitroff hielt das Hauptreferat auf dem VII. Weltkongress der Komintern in Moskau, seine wohl bekannteste Rede mit dem Titel: Die Offensive des Faschismus und die Aufgaben der Kommunistischen Internationale im Kampf für die Einheit der Arbeiterklasse gegen den Faschismus. Hier definierte er in enger Anknüpfung an einen Beschluss des 13. Plenum der EKKI vom Dezember 1933 den Faschismus an der Macht als „die offene terroristische Diktatur der reaktionärsten, am meisten chauvinistischen, am meisten imperialistischen Elemente des Finanzkapitals“. Dimitroff wurde auf dem Weltkongress einstimmig zum neuen Generalsekretär der Komintern gewählt.
Als Generalsekretär wurde Dimitroff zum treuen Vasallen Josef Stalins. Während der stalinschen Säuberungen reagierte er auf erste, noch vage Anschuldigungen von Geheimdienstchef Jeschow gegen die Komintern im vorauseilenden Gehorsam mit der Bitte um eine „Überprüfung“ aller ihrer Mitarbeiter. Die Komintern musste während der stalinschen Säuberungen einen besonders hohen Blutzoll zahlen. Dimitroff fügte sich auch in die neue Kehrtwende der sowjetischen Politik durch den deutsch-sowjetischen Nichtangriffspakt vom 24. August 1939, den Stalin laut Dimitroffs Tagebuchaufzeichnungen am 7. September als Möglichkeit rechtfertigte, die kapitalistischen Mächte gegeneinander aufzuhetzen.
Nach Auflösung der Komintern im Juni 1943 wurde Dimitroff stellvertretender Abteilungsleiter der Abteilung Internationale Information beim ZK der KPdSU. Seine Stellvertreterrolle sollte die Kontinuität zwischen der Komintern und der neuen Abteilung gegenüber den kritischen westlichen Verbündeten der Sowjetunion verdecken. Intern galt Dimitroff als Leiter der Abteilung. Diesen Posten bekleidete er bis zu seiner Heimkehr nach Bulgarien im November 1945.
Ende Dezember 1944 und Anfang 1945 ordnete Dimitroff von Moskau aus die Verurteilung der politischen, militärischen und intellektuellen Elite Bulgariens zum Tode durch die eingesetzten kommunistischen „Volksgerichte“ an. Sie verurteilten 2730 Menschen zum Tode (darunter hochrangige Politiker, Militärs, Verleger und Publizisten), 1305 wurden zu lebenslänglichen Strafen verurteilt.

### Ministerpräsident von Bulgarien
Unter seiner Führung hatte die Bulgarische Kommunistische Partei 1941 während des Zweiten Weltkrieges begonnen, einen bewaffneten Aufstand vorzubereiten. 1946 wurde Dimitroff bulgarischer Ministerpräsident als Nachfolger von Kimon Georgiew und Generalsekretär der bulgarischen Kommunistischen Partei. Unter seiner Regierung festigte sich die Macht der Kommunistischen Partei: Der Oppositionspolitiker Nikola Petkow, Vorsitzender der Agrarunion, wurde unter dem Vorwurf, er plane einen Umsturz, verurteilt und hingerichtet. Die Verfassung der Volksrepublik Bulgarien von 1946, die noch Presse-, Versammlungs- und Redefreiheit enthalten hatte, wurde durch eine neue ersetzt, die sich eng an der der UdSSR orientierte.
Ab 1947 näherte er sich dem jugoslawischen Staatschef Tito an und schloss einen Freundschaftsvertrag zwischen beiden Ländern. Ziel war eine Föderation zwischen beiden Ländern, zu der Dimitroff 1948 auch Rumänien öffentlich einlud. Diese Pläne waren der Sowjetregierung mitgeteilt worden; sie hatte keine Einwände erhoben. Stalin beorderte Tito und Dimitroff für den 10. Februar 1948 trotzdem nach Moskau und kritisierte die Unionspläne scharf. Der Verlauf der Konferenz wurde von Milovan Đilas in seinem Buch Gespräche mit Stalin wiedergegeben.
Georgi Dimitroff starb am 2. Juli 1949 im Sanatorium Barwicha bei Moskau.
Sein Leichnam wurde einbalsamiert und im Zentrum Sofias in dem ihm zu Ehren errichteten Georgi-Dimitroff-Mausoleum beigesetzt. Nach der eingetretenen Demokratisierung in Bulgarien 1990 wurde sein Leichnam auf dem Zentralen Friedhof (Parzelle 22, 42.716678 N, 23.338698 E) von Sofia beigesetzt. Das Mausoleum wurde am 21. August 1999 gesprengt.

## Ehrungen und Personenkult
Nach seinem Tod wurde Dimitroff in Bulgarien und anderen sozialistischen Ländern verehrt. Neben zahlreichen Straßen, Plätzen und öffentlichen Einrichtungen wurde der bulgarische Jugendverband nach ihm benannt („Димитровски съюз на народната младеж“, deutsch: Dimitroff-Verband der Volksjugend). Drei Städte wurden in Bulgarien (Dimitrowgrad), Jugoslawien (Dimitrovgrad) und der Sowjetunion (Dimitrowgrad) nach ihm benannt. Ihm zu Ehren stiftete 1950 die Führung der BKP den Orden Georgi Dimitroff. Die Auszeichnung war der höchste Orden der Volksrepublik.
In Leipzig gab es im Gebäude des ehemaligen Reichsgerichts von 1952 bis 1991 das Georgi-Dimitroff-Museum. Ebenfalls in Leipzig waren ein Heizkraftwerk und der Dimitroffplatz nach ihm benannt. Die nahe Dimitroffstraße trägt auch heute noch seinen Namen. Ebenso existent in Halle (Ortsteil Ammendorf) noch eine Georgi-Dimitroff-Straße. In Ost-Berlin waren die Dimitroffstraße (heute Danziger Straße) und ein U-Bahnhof nach ihm benannt. In Neuholland, Knobelsdorf und Serbitz gab es nach ihm benannte LPGs. In Dresden trug die historische Augustusbrücke seinen Namen. Das Fußball- und Leichtathletikstadion in Erfurt wurde am 6. November 1948 ebenfalls nach Dimitroff benannt und trug den Namen bis 1991. Ebenso das Zwickauer Fußballstadion, das nach der Wende den Namen Westsachsenstadion erhielt. Die Untermhäuser Schule in Gera, in der auch Otto Dix 1899 bis 1905 Schüler war, hieß zu DDR-Zeiten Georgi-Dimitroff-Oberschule.
Es entstand eine bedeutende Zahl von künstlerischen Darstellungen. Im Budapester Memento Park sind eine Statue und eine Büste, die Dimitroff zeigen, aufgestellt worden, nachdem das realsozialistische Ungarn zusammengebrochen und der Park 1993 eröffnet worden war. Der Museumspark des Museums der sozialistischen Kunst in Sofia bewahrt einige Statuen.
1975 wurde ein kleiner Planet nach ihm benannt, (2371) Dimitrov.

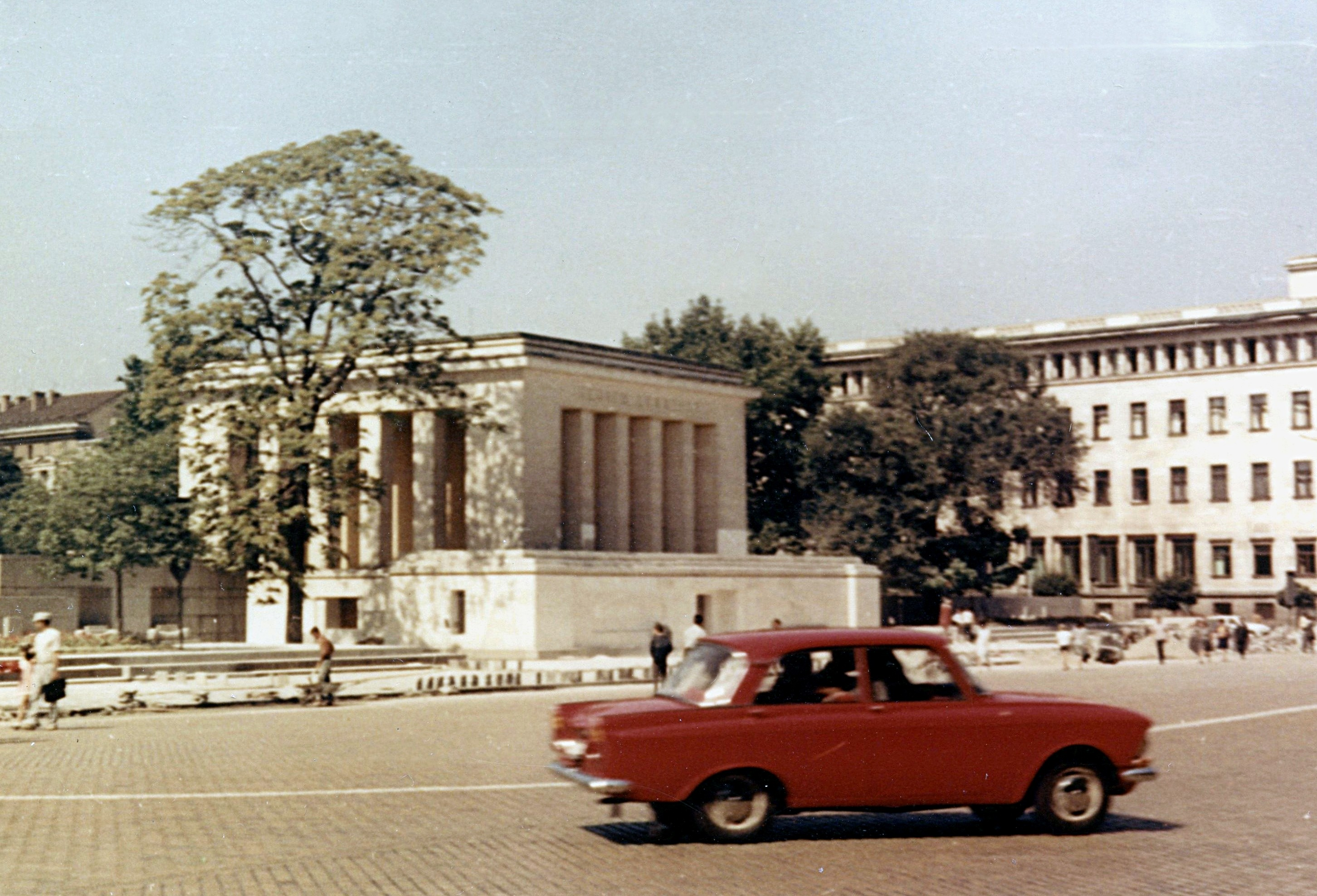
Das Georgi-Dimitroff-Mausoleum im August 1969
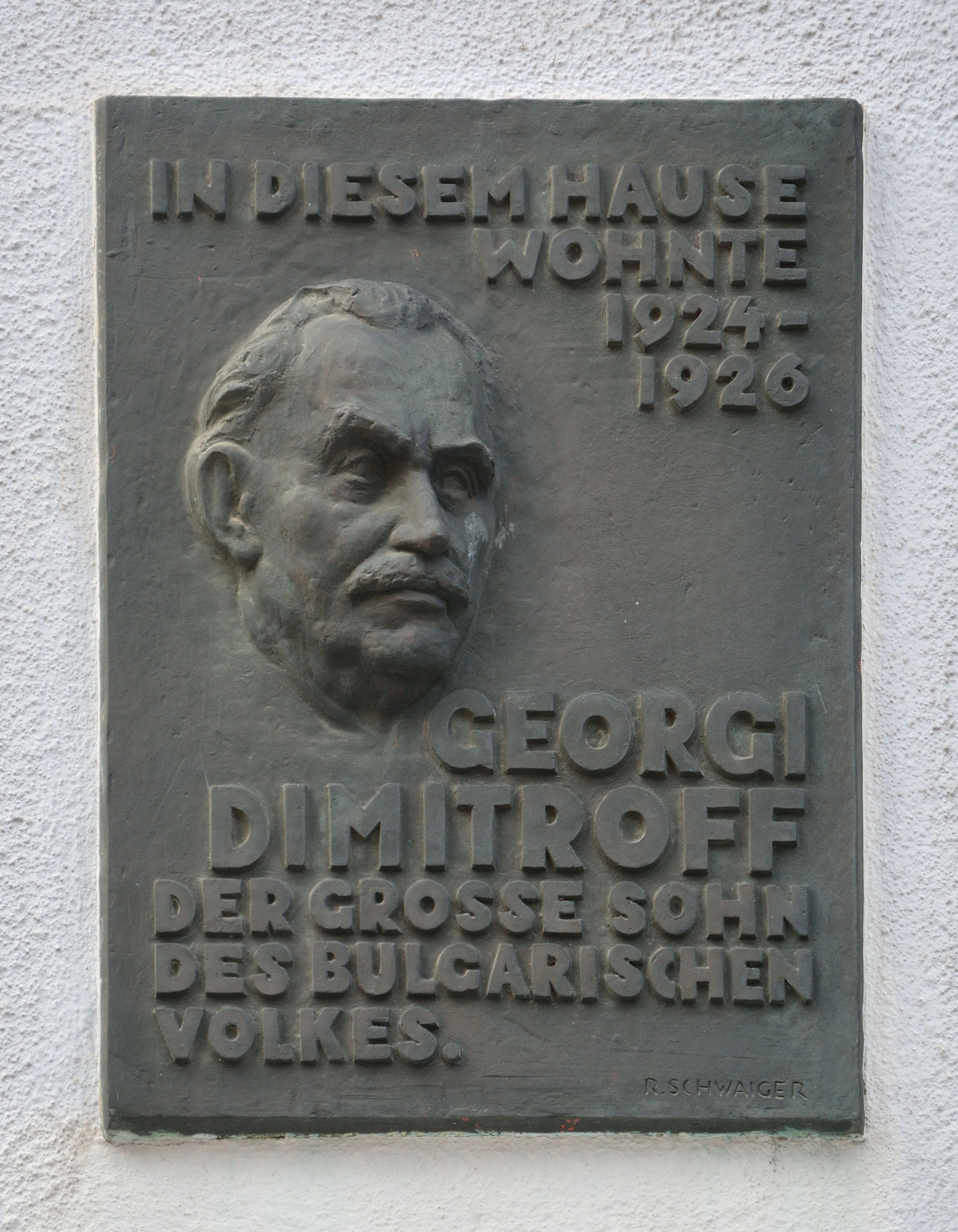
Gedenktafel am Haus St.-Elisabeth-Platz 6 in Wien-Wieden
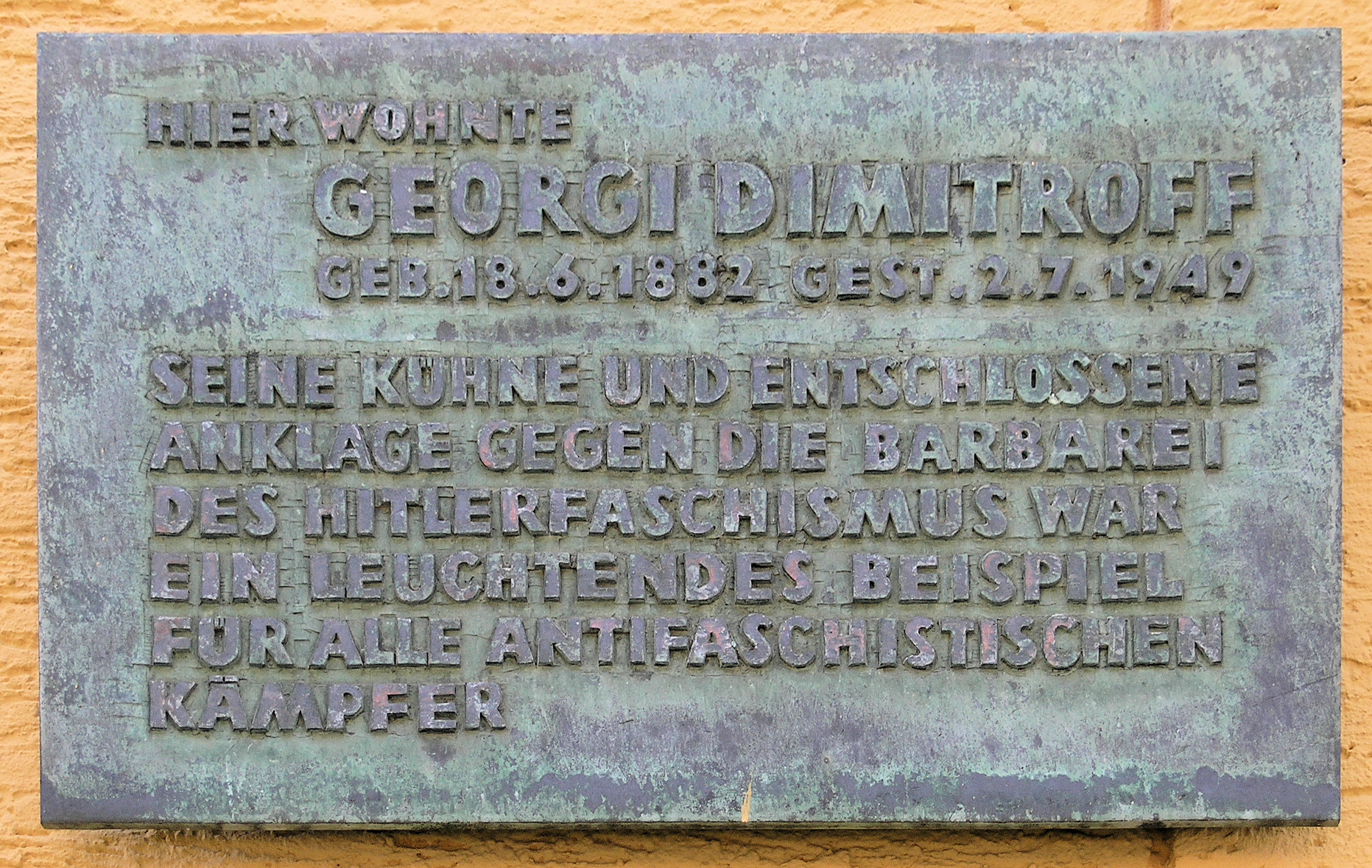
Gedenktafel am Haus Anna-Seghers-Straße 91 in Berlin-Adlershof
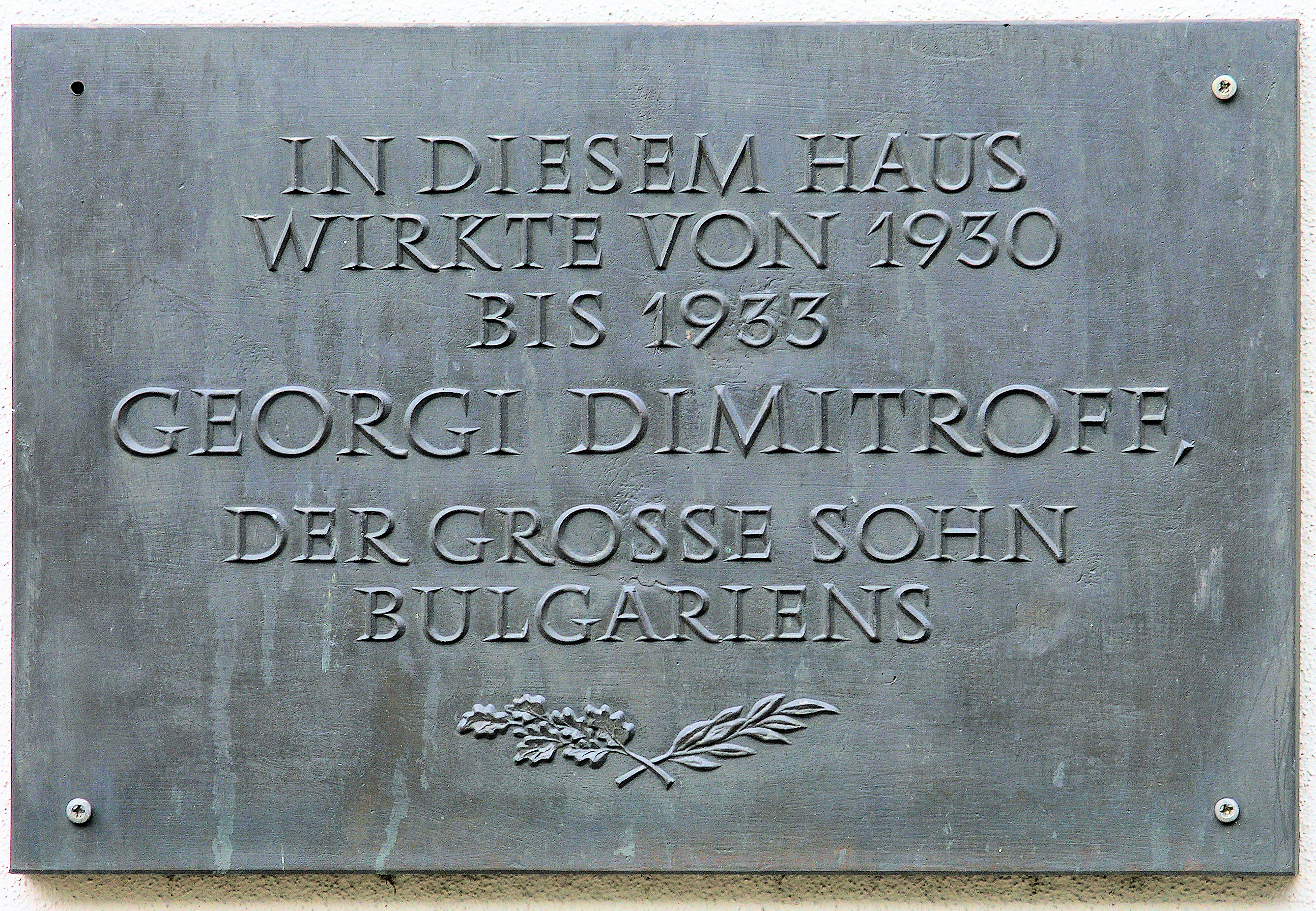
Gedenktafel am Haus Schlüterstraße 21 in Berlin-Charlottenburg
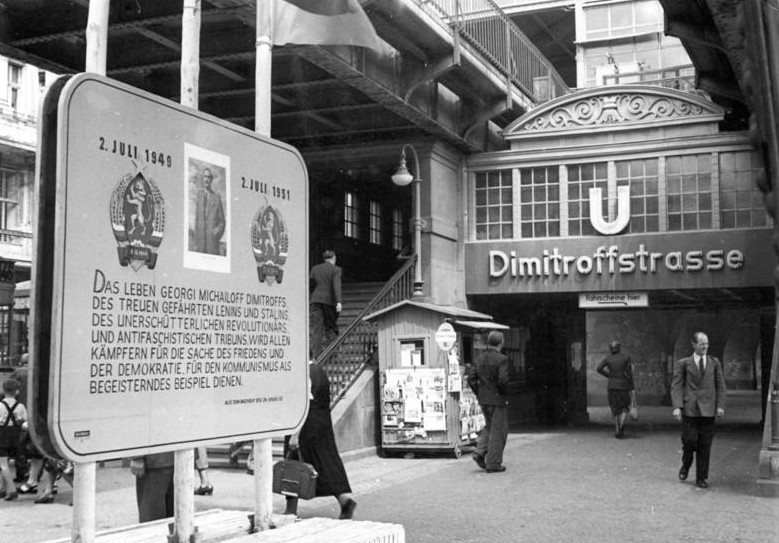
Gedenktafel an dem nach ihm benannten U-Bahnhof Dimitroffstraße (heute U-Bahnhof Eberswalder Straße) in Berlin-Prenzlauer Berg
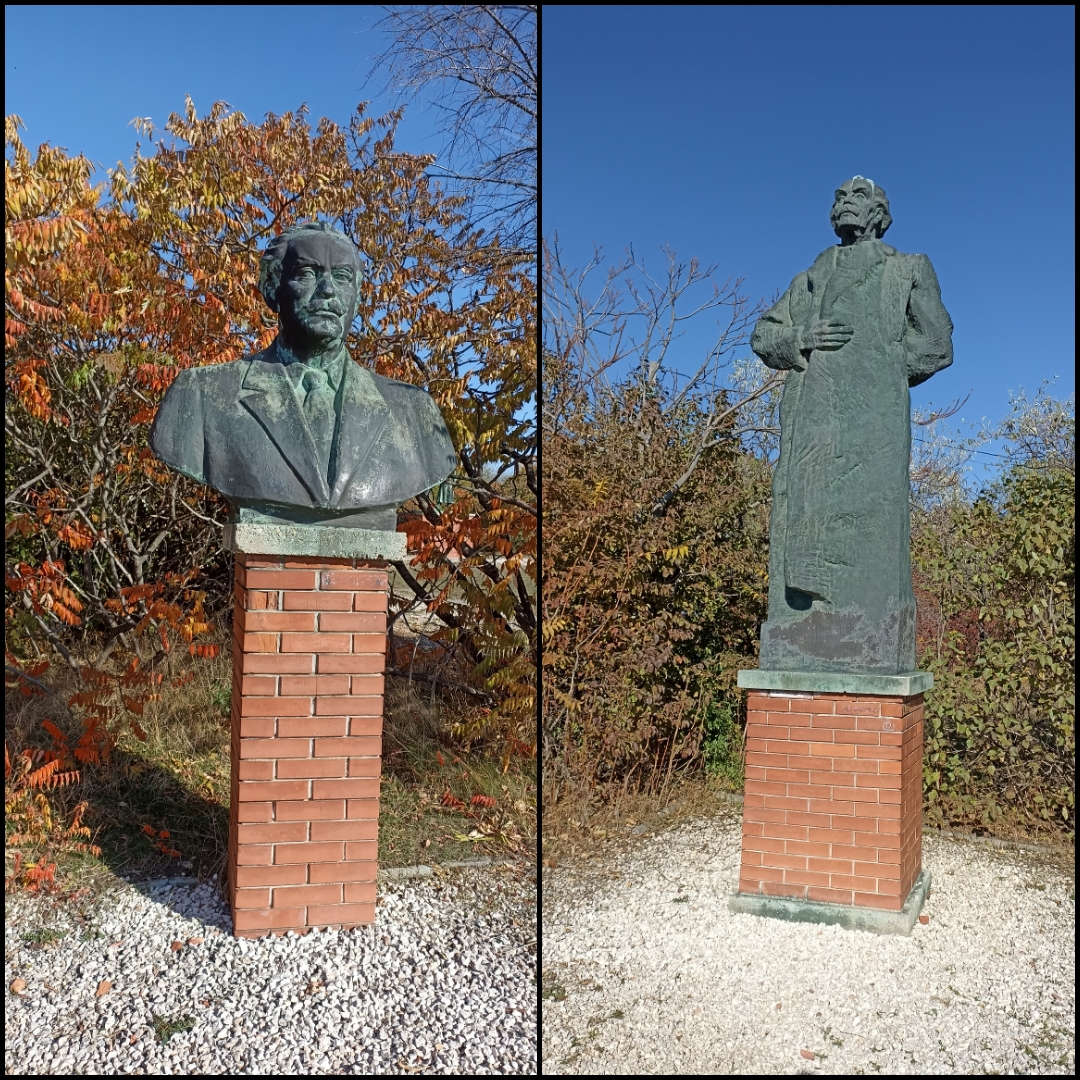
Georgi-Dimitroff-Denkmäler im Memento Park, Ungarn
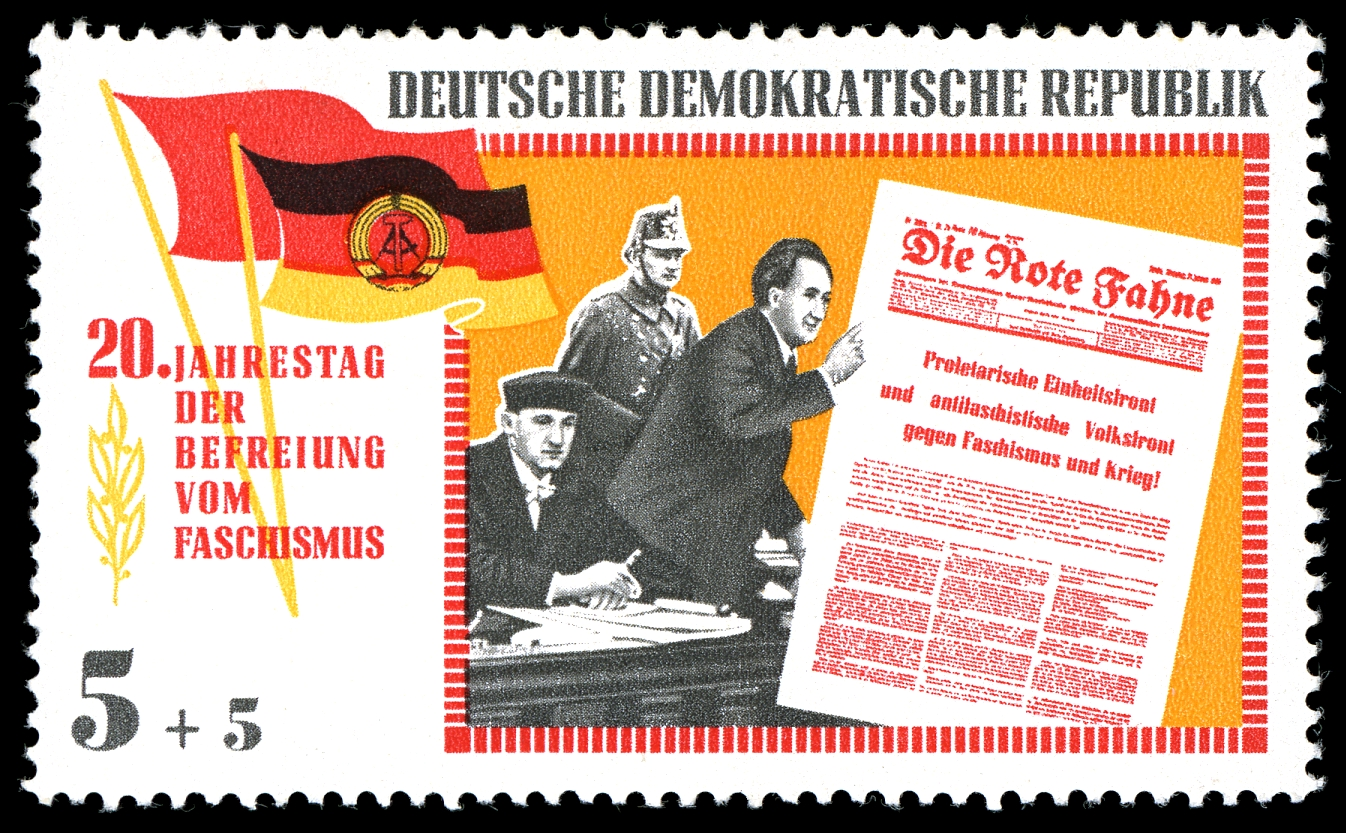
DDR-Briefmarke 1965 Dimitroff vor dem Reichsgericht in Leipzig

Bernhard Heisig malte 1970 ein „Bildnis des Arbeiterführers Georgi Dimitroff“ (Öl, 170 × 120 cm).

## Schriften
- Ausgewählte Schriften 1933–1945. Verlag Rote Fahne, Köln 1976, ISBN 3-8106-0014-8.
- Ausgewählte Werke in zwei Bänden. („Sozialistische Klassiker“ 33/34.) Verlag Marxistische Blätter, Frankfurt am Main 1972.
- Über die Gewerkschaften. Verlag Tribüne, Berlin 1974.
- Ausgewählte Werke in drei Bänden. Verlag Marxistische Blätter, Frankfurt am Main 1976, ISBN 3-88012-266-0.
- Reichstagsbrandprozeß: Dokumente, Briefe und Aufzeichnungen. 6., durchgesehene Auflage. Dietz Verlag, Berlin 1978.

## Filme
- 1972: Amboß oder Hammer sein (Наковалня или чук, Bulgarien/DDR/Sowjetunion, 2 Teile, Regie: Christo Christow)
- 1982: Die Mahnung (Предупреждението, Bulgarien/DDR/Sowjetunion, Regie: Juan Antonio Bardem)